# 虱目魚肚粥

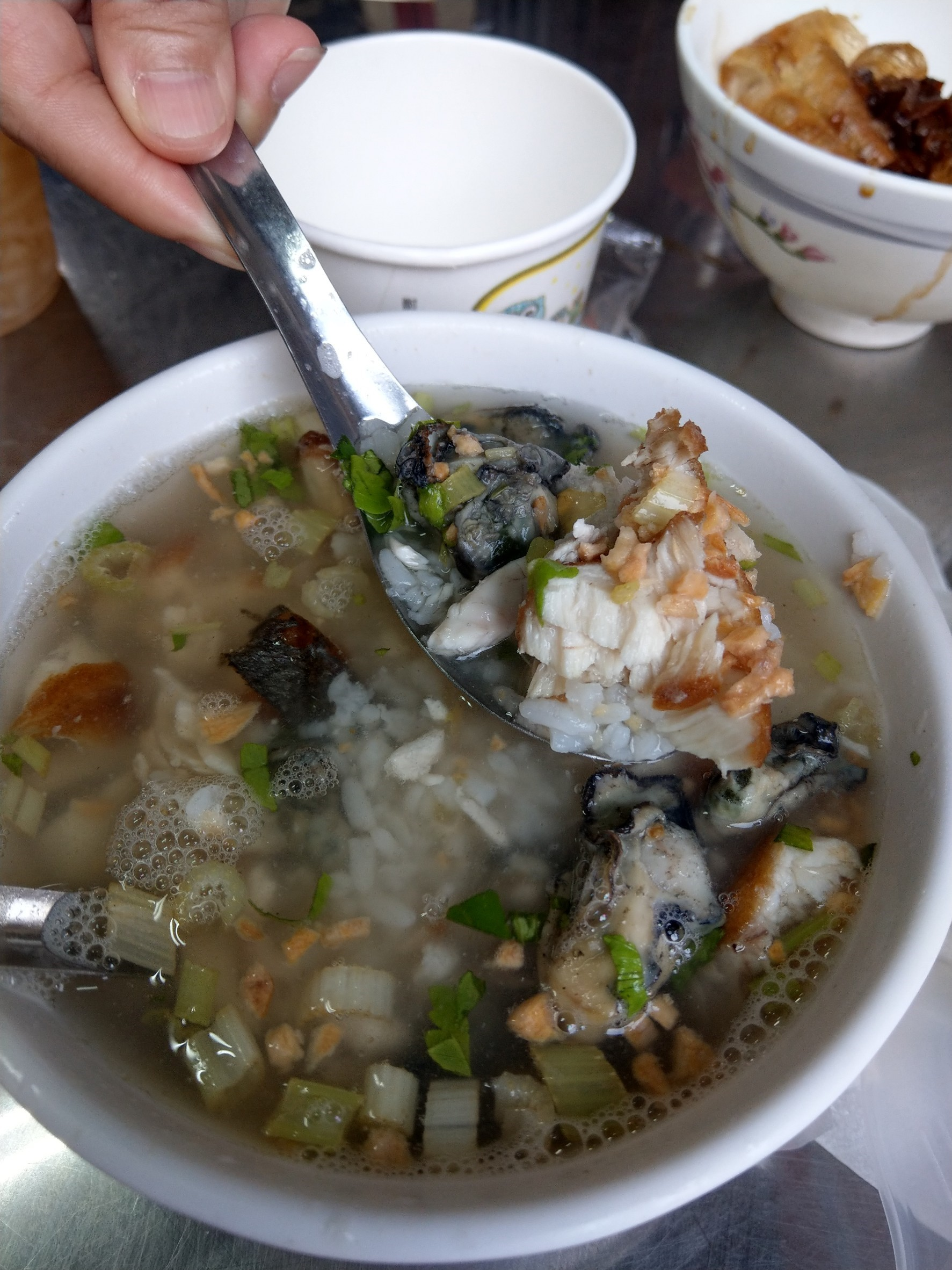
虱目魚肚粥

虱目魚肚粥，也稱為虱目魚粥，是台灣在台南地區盛行的一種小吃，為當地傳統的早點。

## 作法
通常講究的店家會使用虱目魚骨來熬煮高湯，再加上鹽來調味就是現成的高湯，取部分高湯來熬煮魚肚與白飯，南部通常會熬成粒粒分明的飯湯而不是糜化的粥湯，再配上胡椒粉、蔥花來調味。。因虱目魚肚富含魚油，腸胃道不佳的人不宜連續食用，易腹瀉。
虱目魚肚有許多細小的魚骨，不易入口，台灣南部的虱目魚養殖業者通常會先送至加工廠把魚骨頭挑出來，故又名「無刺虱目魚肚粥」。

## 外部連結
- 微笑台灣：台南味早餐，一網打盡七間在地虱目魚粥口袋名單 （页面存档备份，存于）